# Ляшковцы
Ляшковцы (укр. Ляшківці) — село в Сосницком районе Черниговской области Украины. На 2025 год село официально заброшено, человек больше не осталось. https://suspilne.media/chernihiv/948825-selo-lise-na-paperah-u-laskivcah-na-cernigivsini-sim-rokiv-nihto-ne-zive/площадь 0,32 км².
Код КОАТУУ: 7424985002. Почтовый индекс: 16122. Телефонный код: +380 4655.

## История
Ляшковцы, село в Черниговской области. Юго-вост. села, на мысу коренного прав. бер. р. Убеди, городище. Овальная (100 x 50 м) площадка поселения с В ограничена долиной р., а с 3 отгорожена валом (высотой 3 м) и рвом (шир. 6 м). Культурный слой содержит материалы (гончарная керамика шиферные пряслица, железные и бронзовые предметы) древнерусского (XI—XIII вв.) времени.

## Власть
Орган местного самоуправления — Кудровский сельский совет. Почтовый адрес: 16122, Черниговская обл., Сосницкий р-н, с. Кудровка, ул. Михаила Жолдака, 6а.